# Dinastía Warmadewa
La dinastía Warmadewa, también dinastía Varmadeva, fue una dinastía regional en la isla de Bali

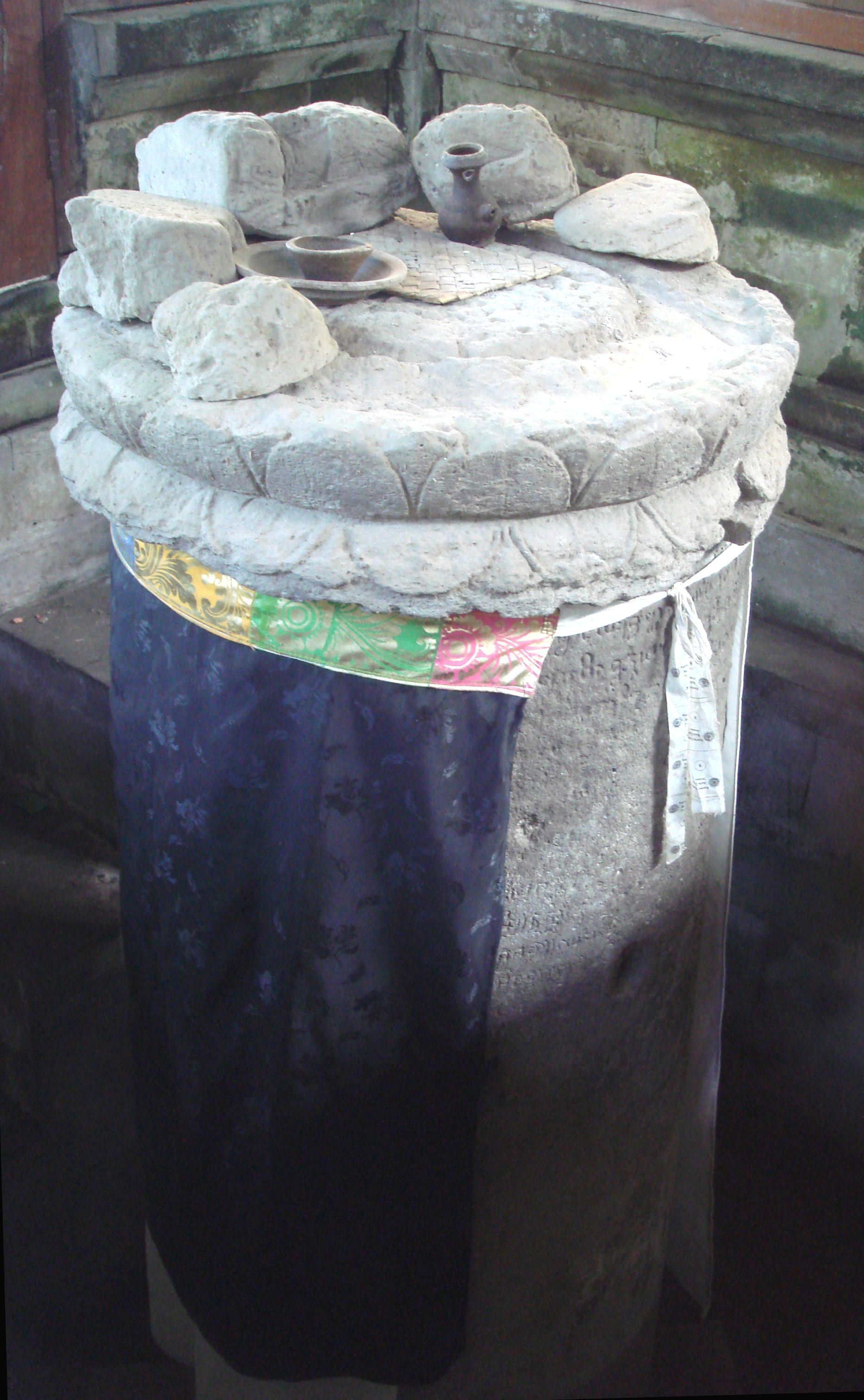
El pilar Belanjong en Sanur, emitido en 914 EC por Sri Kesari Warmadewa, el fundador de la dinastía Warmadewa. Sanur, Bali.

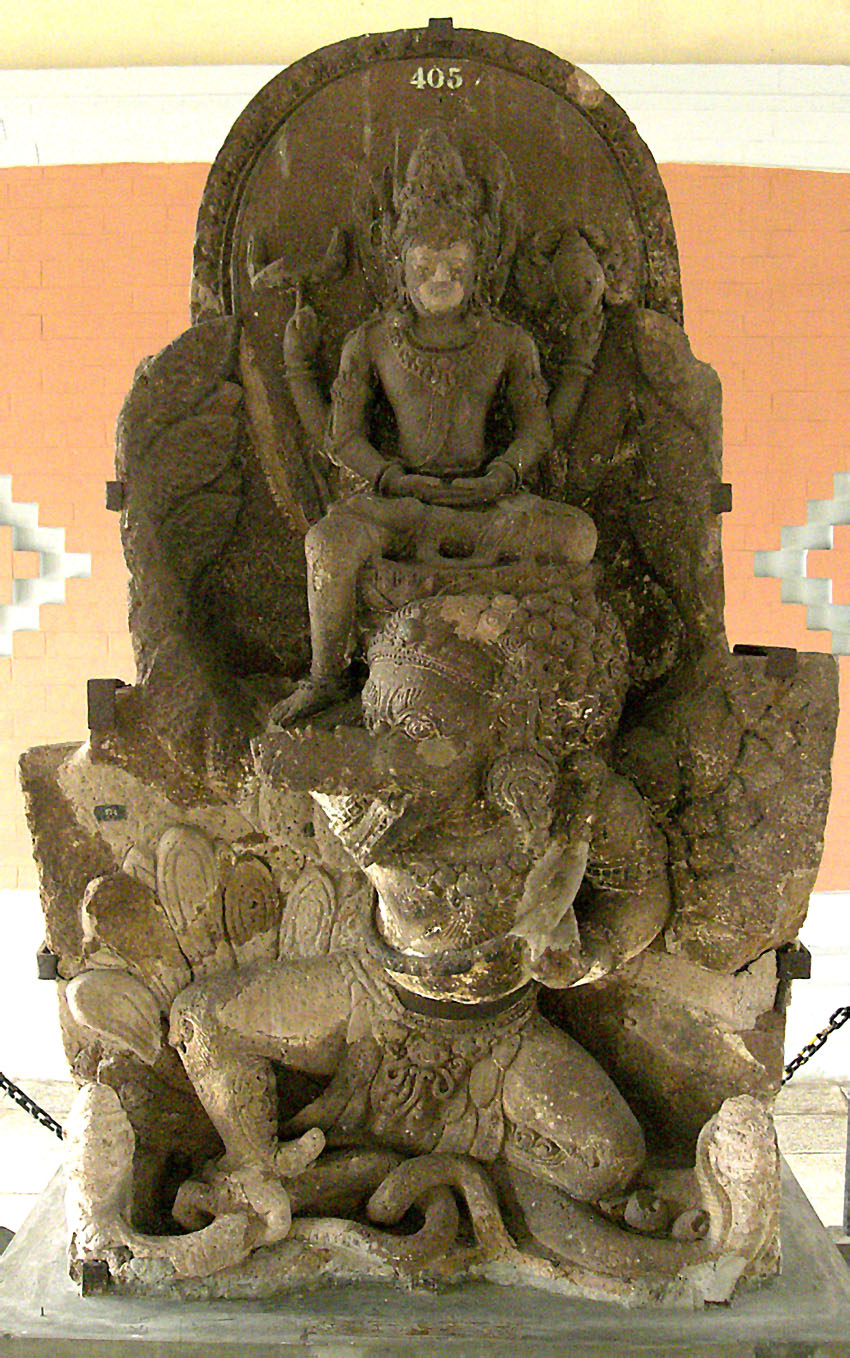
La estatua deificada del rey Airlangga Warmadewa representada como Vishnu montando a Garuda, encontrada en Belahan, colección del Museo Trowulan, Java Oriental.

## Historia

### Expansión de la dinastía a otras islas

Bandera del Reino de Bali, un reino gobernado por primera vez por la dinastía Warmadewa

Mapa del reino Kahuripan. El rey, a saber, Airlangga era hijo del fundador de la dinastía Warmadewa, a saber, Sri Kesari Warmadewa. De esta forma, la influencia de la cultura Warmedwa también se extendió a la isla de Java.

Hay poca información explícita sobre cómo se relacionaban entre sí los distintos monarcas llamados Warmadewa. El término "dinastía", en este contexto, se refiere generalmente a un grupo de monarcas. 
Se cree que la dinastía fue fundada por Sri Kesari Warmadewa en el siglo X. Sin embargo, la única evidencia de esta afirmación es que Sri Kesari es el primer rey balinés en usar el nombre Warmadewa, en el pilar Belanjong (B.13). No hay evidencia explícita de que Sri Kesari fundara la dinastía Warmadewa, solo que es el miembro más antiguo conocido de ella. Solo la parte Śri Kesarī Warma- de este nombre es visible en la piedra, pero se conjetura que el elemento final -dewa fue escrito allí pero ahora es ilegible.
La dinastía prosperó durante varias generaciones. El último gobernante que usó el título Warmadewa fue el famoso rey Udayana Warmadewa, en la inscripción Abang Pura Batur A fechada el 6 de abril de 1011. Udayana Warmadewa es el padre de Airlangga, el famoso rey de Java entre los años 1020 y 1040, según la biografía de Airlangga que figura en la inscripción Pucangan (1041). Bajo su gobierno, unió Bali con la cercana isla de Nusa Tenggara y extendió su influencia a Java Oriental por su matrimonio. Bali conoció gran prosperidad al establecer estrategias de mercado y relaciones comerciales consistentes, así como una rica diversidad agrícola, lo que llevó a cosechas abundantes. También introdujo prácticas contables innovadoras y, como moneda local, monedas impresas en placas de oro y plata. Como agradecimiento por esto, el pueblo balinés le dio el título "Dewa Agung" sabiamente significa "Magno".

Mapa del reino Gelgel Warmadewa, Bali y la expansión influencia de esta dinastía a este Java (Banyuwangi), Lombok al oeste de Sumbawa.

Mapa de la distribución de la lengua Balinesa en los tiempos modernos La lengua balinesa se extendió desde la parte oriental de Java hasta Lombok occidental, posiblemente debido a la influencia del reino balinés que gobernaba estas islasen el pasado.

### Reyes de la dinastía Warmadewa
• Sri Kesari Warmadewa (914)
• La Reina Ugrasena
• Tabanendra Warmadewa
• Indrajaasingha Warmadewa (c. 962)
• Janasadhu Warmadewa (975)
• Udayana Warmadewa (Udayana Magno)
• Airlangga (991-1049)
• Marakata Pangkaja
• Anak Wungçu (1049-?)